# Chauffecourt
Chauffecourt é uma comuna francesa na região administrativa do Grande Leste, no departamento de Vosges. Estende-se por uma área de 1.89 km². Em 2010 a comuna tinha 43 habitantes (densidade: 6,5 hab./km²).